# Catita-cinza
Catita-cinza ou guaiquica-cinza (Marmosa paraguayana), também designada popularmente como cuíca, jupati, chichica, quaiquica e guaiquica, é uma espécie de marsupial da família dos didelfiídeos (Didelphidae), nomeada em homenagem ao zoólogo estadunidense George Henry Hamilton Tate. É nativo das florestas costeiras atlânticas do Brasil (do sul da Bahia ao norte do Rio Grande do Sul), Paraguai e Argentina e vive em florestas primárias e secundárias, incluindo fragmentos de floresta dentro de pastagens. Os insetos são o principal componente de sua dieta. Foi anteriormente atribuído ao gênero Micoureus, que se tornou um subgênero de Marmosa em 2009. Embora seu estado de conservação seja "pouco preocupante", seu habitat está diminuindo com a urbanização e a conversão para a agricultura de grande parte de sua área de distribuição.

## Características
A catita-cinza é solitária e notívaga. Possuipossue orelhas e olhos proporcionalmente grandes e cauda preênsil com pêlos apenas na porção inicial (2 a 3 centímetros). Seu dorso é cinza ou marrom-acinzentado com pêlos escuros, enquanto o ventre é mais claro e tem pêlos brancos e amarelados de base cinza. No entorno de seus olhos há uma máscara de pêlos escuros. Sua pelagem é lanosa e longa, alcançando mais de 12 milímetros. A porção nua da cauda é escura na metade anterior e despigmentada na distal. Apresenta polegar opositor bem desenvolvido que a auxilia em escaladas, mas carece de marsúpio. Em geral, pesa de 58 a 132 gramas e mede de 159 a 232 milímetros. Estudos recentes demonstraram que é uma possível hospedeira do parasita Gracilioxyuris agilisis, até então identificado apenas na cuíca-graciosa (Gracilinanus agilis).
Profissionais da saúde consideram esses animais como grandes reservatórios de zoonoses, como giardíase, leishmaniose, arboviroses, toxoplasmose e tripanossomíase.
O trato urinário dos marsupiais é uma característica significativa da sua anatomia. Os dutos urinários passam no meio dos dutos vaginais e não nas laterais.
A taxa metabólica dessas espécies é mais baixa em comparação com a de outros animais placentários e a temperatura media corporal é de 35 C°.  Ao nascer, um feto marsupial não controla sua temperatura corporal.
A resposta a temperaturas altas é caracterizada por aumento da salivação, lambeção dos membros locomotores, transpiração em excesso e aumento da ingestão de água. A maioria deles limita a atividade durante o dia.

## Hábitos
A catita-cinza, assim como a maioria dos marsupiais, possui hábitos arborícolas. Vários atributos do corpo do animal são adaptações para que ele possa se locomover nas árvores. Além da cauda, que pode ser classificada como preênsil (de ponta afiada e retrátil), que funciona como um membro auxiliar,  possui também patas posteriores que apresentam um polegar opositor, para agarrar nos galhos das árvores. É um animal bastante ágil, que tem como uma grande característica a escalada em árvores com extrema rapidez.
É animal de hábitos solitários, exceto quando a fêmea procria e tem a companhia de seus filhotes.
Os hábitos alimentares dos mamíferos Marsupiais Didelfídeos podem ser variados, sendo dependentes de fatores da região em que se encontram e disponibilidade de recursos. As variações sazonais interferem diretamente na oferta de alimentos devido às variações de temperatura.
Animais de pequeno porte como a Marmosa paraguayana têm uma alimentação com alto consumo de carboidratos e fibras provenientes de frutos, podendo também ter um consumo de flores e insetos em períodos de seca.

## Ciclo de vida e reprodução
Machos e fêmeas dessa espécie possuem um ciclo de vida de um ano, podendo as fêmeas viver até um ano e meio.
O ciclo de reprodução da catita-cinza é influenciado pelas mudanças climáticas. Geralmente ocorre durante os meses de setembro a dezembro, e os filhotes encerram seu período de mama de junho a agosto. As ninhadas  dessa espécie, na maioria das vezes, são compostas por até seis filhotes. Os ninhos para abrigá-los são feitos pela fêmea mãe, em ocos de árvores, com folhas em seu interior, e são trocadas periodicamente para eliminar sujeiras.
Esses mamíferos possuem uma grande diferença em sua anatomia e padrões órgãos reprodutivos. Nas fêmeas, o sistema reprodutivo é duplo. Ele consiste de duas vaginas laterais que se unem, e, a partir desse ponto, os dois úteros separados são afastados. As vaginas laterais são apenas para a passagem do espermatozoide do macho. O nascimento dos filhotes se dá por meio de uma estrutura na vagina mediana, que se desenvolve durante a gestação e o primeiro parto. Nos machos, o pênis é bifurcado e o escroto está localizado à frente do pênis. Marsupiais pequenos, como a catita-cinza, não possuem marsúpio verdadeiro, e, com isso, a fêmea permanece no ninho com seus filhotes por um tempo para amamentá-los, até que estejam em uma fase de desenvolvimento menos frágeis.
Os mamíferos da família Didelphidae, no geral, até alguns anos eram tidos como “mamíferos inferiores”, considerados uma evolução entre ovíparos mamaliformes e vivíparos placentários. Atualmente, sabe-se que as semelhanças entre matatérios (nome característico de marsupiais que possuem uma bolsa de pele que as fêmeas desses animais têm em seu ventre, utilizada para carregar seus filhotes e onde são encontradas as glândulas mamárias)  e eutérios (mamíferos com desenvolvimento embrionário essencialmente na cavidade abdominal) é muito grande, sendo um grande diferencial nas características do modo reprodutivo dessas espécies o tempo gestacional mais curto e a aparição de indivíduos quase em estágio embrionário nos matatérios. Um filhote de marsupial pesa 0,01% do peso materno, em contraste com um filhote de placentário que pesa 2% a 3%.
São animais poliéstricos (o período de cio ocorre várias vezes num período de tempo), o ciclo estral ocorre em aproximadamente trinta dias e a cópula restringe-se a um ou dois dias antes da ovulação, mas o espermatozoide do macho não sobrevive mais do que um dia.
O período de gestação é de aproximadamente 13 dias. Ao nascer não apresentam imunoglobulinas de origem materna, que iniciam o aparecimento a partir das primeiras horas pós-parto.
Esses mamíferos marsupiais, dependerão das condições de cuidado da progenitora para o seu desenvolvimento, dessa forma, podem ser classificados como um placentário imaturo. Eles possuem saco vitelínico bem desenvolvido, e por isso são considerados amniotas, formando durante a gestação um tipo de placenta cório-vitelínica coberta por uma membrana cornificada e avascular, denominada como um envoltório significativamente diferente da placenta cório-alantoide, característica dos animais placentários.
A intimidade do feto dessa espécie com os tecidos maternos é, portanto, muito pouca. Essa ligação intimista passa a ser importante durante o longo período de amamentação. Os filhotes permanecem durante os primeiros cinquenta e cinco dias de vida, conectados ao mamilo que alcança o estomago dos recém-nascidos, somente a partir de então, os filhotes, agora com a boca inteiramente modificada e diferenciada, começam o desprendimento dos mamilos da mãe  e começam a explorar o meio externo. Nesse período eles começam a experimentação de alimentos sólidos. O aleitamento materno prossegue até o centésimo dia, com o processo de independência dos filhotes acontecendo de forma gradativa. Um filhote nasce cego e surdo. As patas traseiras e cauda são vestigiais, as patas dianteiras são muito pouco desenvolvidas
Se o animal estiver em ambiente domiciliar ou laboratório, esse é o momento de separá-lo da mãe, para não matá-la e devorá-la. É recomendado deixar apenas um filhote por mais tempo com a mãe ou empregar um rodízio de filhotes, mantendo apenas um filhote ou dois, por no máximo 24h. Geralmente, esse recurso é empregado em ninhadas com pouca capacidade de engorda. Todo esse processo deve ser acompanhado de forma cuidadosa para evitar que os filhotes agridam a progenitora. Após separá-los da mãe, devem ser colocados individualmente em caixas para ratos contendo maravalha no fundo. Nessas caixas devem permanecer até atingirem o peso de no mínimo 180g-200g quando então deve, ser colocadas em gaiolas.
A taxa de crescimento de um marsupial pode ser comparada a dos placentários, se o primeiro período de evolução no marsúpio for considerado como período fetal e não pós-natal. O período de maturação sexual desses filhotes acontece aproximadamente após oito meses e a expectativa de vida em cativeiro oscila entre 2 a 4 anos. 

## Manutenção em cativeiro
Esses animais devem permanecer sozinhos em gaiolas para evitar brigas. A junção com outro da mesma espécie deve ser considerada apenas em períodos de acasalamento. Vale relembrar que são animais de hábitos solitário e se dão bem sozinhos em ambientes como gaiolas.
É recomendado o uso de pequenas caixas para abrigá-los durante o dia, assim como suportes para aumentar sua atividade, como por exemplo:  escadas, fundos de galão de plástico, caixas de papel, e outros objetos recicláveis.
É indicado pintar os abrigos de preto ou cor escura para bloquear melhor a incidência de luz. O abrigo deve permanecer em temperatura agradável, e em localidades quentes, o uso de ar-condicionado é indispensável (didelfídeos recém desmamados suportam mal as altas temperaturas de verão).
Água potável pode ser oferecida em mamadeiras adequadas para seu tamanho, mas o ideal seria a colocação de vasilhas, que devem ser limpas periodicamente, pois, esses animais que vivem em gaiolas, possuem hábitos de defecar em vasilhas de água.
O arame a ser usado para a confecção das gaiolas deve ser grosso e do tipo galvanizado. O chão da gaiola deve ser liso, para evitar a formação de machucados nas patas e na cauda do animal. As faces laterais devem ser forradas para evitar o contato com o exterior e animais que possam apresentar perigo.

Esses animais apresentam poucas características afetivas, mas se mantidos em boas condições na adaptação ao cativeiro, tendem a ser menos agressivos e facilmente manejáveis.
O acasalamento no viveiro, geralmente é incitado no mês de julho. Uma fêmea é rodeada por dois machos e são colocados individualmente em recintos especialmente destinados a corte e acasalamento, esses locais para cópula podem medir aproximadamente 1,5 m x 1,5 m e são interligados por portinholas, que servem para permitir um livre trânsito dos animais. Por meio de observações, constata-se, que a fêmea faz a sua escolha de parceiro para o ato sexual, que pode ser constatada pelo fato de o casal passar a usar o mesmo abrigo para adormecer durante o dia. Normalmente, é permitido que o par permaneça no mesmo recinto por três dias.

## Distribuição geográfica e conservação
Os mamíferos da Família Didelphidae podem ser localizados em quase todos os biomas do Brasil, exceto a Caatinga. Eles podem ser vistos desde o norte da Venezuela, ao longo da região amazônica até o sul do Brasil. Essas espécies têm preferência por locais úmidos, assim, evitando locais secos e desérticos.
A extinção desses mamíferos é causada principalmente pelos constantes desmatamentos que consequentemente destroem seus habitats naturais, e também pela predação, por ser um animal pequeno, acaba sendo uma boa presa para grandes animais. Há indícios (como pelos nas fezes), de que um dos predadores desse mamífero, é o lobo-guará.
Essa espécie é mundialmente classificada (segundo a IUCN), como quase ameaçada, apesar de não existirem dados suficientes para avaliação no Brasil.

## Etimologia
A designação popular cuíca advém do tupi *ku'ika, enquanto guaiquica do também tupi *wai-kuíka. Já a designação chichica tem origem desconhecida.